# Katalytische drucklose Verölung
Die katalytische drucklose Verölung (KDV) oder thermokatalytische Niedertemperaturkonvertierung (NTK) ist ein technisches Depolymerisationsverfahren. Künstliche oder natürliche Polymere und langkettige Kohlenwasserstoffe werden unter Zusatz eines zeolithischen Katalysators bei Temperaturen von weniger als 400 °C ohne Überdruck in kurzkettigere aliphatische Kohlenwasserstoffe, vergleichbar mit synthetischem Leichtöl (Dieselkraftstoff), umgewandelt. Der Wirkungsgrad ist stark abhängig vom Ausgangsmaterial und liegt zwischen 30 % (bei Biomasse) und bis zu 90 % (bei energiereichen Kunststoffen und Ölen).
Als Haupteinsatzgebiet wird die Umwandlung von Abfällen in Kraftstoffe (synthetischer Diesel; also weder Biodiesel noch mineralischer Diesel) angesehen. Die Technologie befindet sich derzeit noch in der Entwicklung, Pilotanlagen sind seit 2004 in Mexiko und seit 2007 in Kanada in Betrieb.
Die nach dem NTK/KDV Verfahren produzierten Leichtöle sind, sofern Biomasse als Ausgangsstoff verarbeitet wird, als alternative Brennstoffe der zweiten Generation einzustufen.

## Das KDV-Verfahren im Überblick

### Ausgangsmaterial (Input)
Als Ausgangsmaterial dienen alle hochenergetischen Stoffe, die Kohlenwasserstoffe enthalten.
- Industrielle Wert- und Reststoffe: beispielsweise Altöle und Fettrückstände, Gummireifen, Plastikmaterial (auch PVC), sortierter Müll (auch Krankenhausmüll), Klärschlämme
- Biogene Reststoffe und nachwachsende biologische Rohstoffe: Pflanzenrückstände wie Mandelschalen, Raps (die gesamte Pflanze), Holz, Stroh, Tierabfälle

Vor der Reaktion muss das Ausgangsmaterial geschreddert werden und in kleiner Korngröße (<1 mm) vorliegen. Metalle, Steine und sonstige Verunreinigungen müssen entfernt werden. Darüber hinaus muss das Ausgangsmaterial trocken sein oder getrocknet werden, da es ansonsten bei der Einleitung in das heiße Öl zu spontaner Wasserdampfentwicklung kommt. Die für die Trocknung und Zerkleinerung erforderliche Energie verringert die Energiebilanz des Verfahrens.

### Zusatzstoffe
Als Katalysator werden Zeolithe vom Typ Pentasil und Wassalith verwendet. Die benötigte Menge des Katalysators beträgt ca. 1–6 % des Inputs, abhängig vom jeweiligen Eingangsmaterial. Bei chlor- und fluorhaltigem Ausgangsmaterial wird Kalkhydrat zur Neutralisation der beim Prozess entstehenden Säuren verwendet. Zusätzlich wird hochsiedendes Thermoöl zur Reaktionsvermittlung und zum Luftabschluss eingesetzt.
Katalysator und Neutralisator sind gängige, handelsübliche, chemisch unproblematisch handhabbare Produkte. Der Katalysator ist relativ teuer.

### Reaktionsprinzip
Der hochkonzentrierte mineralische Katalysator bewirkt bei hoher Temperatur und Luftabschluss in heißem Öl eine Umwandlung der Eingangsstoffe unter technisch kontrollierbaren Bedingungen.
Im Reaktionsbehälter (Separator) werden das trockene, stark zerkleinerte Ausgangsmaterial (Input) und der Katalysator in heißem Thermoöl vermischt und auf bis zu 400 °C erhitzt. Das Ausgangsmaterial verliert bei diesen Temperaturen die feste Konsistenz und verflüssigt sich. Die meisten Kunststoffe schmelzen und emulgieren im Thermoöl. Durch den zugesetzten Katalysator werden die Kohlenwasserstoffe gecrackt.
Aus dem heißen Ölgemenge verdampfen die entstandenen kurzkettigeren Kohlenwasserstoffe bei Siedetemperaturen von weniger als 340 °C. Durch eine nachfolgende Destillationskolonne werden sie aus dem Dampf als Gemisch von aliphatischen Kohlenwasserstoffen (vom Typ C10-C22) gewonnen. Dieses Gemisch weist die Eigenschaften von herkömmlichem Dieselkraftstoff auf.
Sofern in der Eingangsmasse Schwefelverbindungen enthalten sind, müssen diese noch weiter entfernt werden. Halogene, die z. B. in PVC oder anderen Kunststoffen enthalten sind, werden durch den Neutralisator zu Salzen gebunden. Die bei der Reaktion nicht gecrackten Kohlenwasserstoffe sowie die übrigen, im Eingangsmaterial vorhandenen Stoffe, wie z. B. Metalle, Salze, Kohlenstoff, Lignine (bei Holz), aber auch verbrauchter und zersetzter Katalysator verbleiben im Reaktionsbehälter und werden mittels einer Schnecke ausgetragen. Das Gemisch aus verbrauchtem Katalysator und den sonstigen Reststoffen und Ölen muss weiter verarbeitet und entsorgt werden.
Durch die Temperaturen von weniger als 400 °C werden (im Gegensatz zur Pyrolyse) keine hochtoxischen Dioxine oder Furane aus halogenhaltigen Kunststoffen gebildet, da diese erst bei höheren Temperaturen entstehen. Durch den Katalysator und die Temperaturen von mehr als 250 °C sollten bei der Reaktion alle Bakterien, Viren und Prionen zerstört werden, jedoch wiesen jüngere Forschungen auf dem Sektor der Prionen Beständigkeit auch bei Temperaturen über 400 °C aus.

### Produkte (Output)

#### Durch Destillation
- leichtflüchtige, brennbare Kohlenwasserstoffe, (Aromaten) und Gase
- ein Mitteldestillat, als Gemisch kurzkettiger aliphatischer Kohlenwasserstoffe
- Wasser, als Prozesswasser (bedingt durch überschüssigen Sauerstoff, der mit Wasserstoff reagiert hat)
- geringe Mengen CO2 und CO durch die Reaktion des enthaltenen Kohlenstoffes mit organisch gebundenem Sauerstoff
- Stickstoff und Ammoniak bei der Verarbeitung von tierischen, eiweißhaltigen Produkten

Bei der Verölung organischer Stoffe wird in der KDV-Anlage CO2 abgespalten, ebenfalls entsteht N2. CO und Ammoniak werden bei dem Niedertemperaturbetrieb mit Turbinen nicht erzeugt.

#### Rückstände
Im Reaktionsbehälter verbleiben nach dem Vorgang folgende Stoffe:
- Verbrauchter Katalysator
- Salze aus der Reaktion des Neutralisators mit Halogenen
- Mineralische Bestandteile des Eingangsmaterials
- Metalle und Metallsalze, sofern im Eingangsmaterial vorhanden und andere Schwermetallsalze aus Farbstoffen und Kunststoffen
- Kohlenstoff

Die Rückstände der Reaktion, wie die gebildeten Salze, Schwermetalle und anorganischen Aschebestandteile (Glas, Metall, Keramik) werden in einer speziellen Wärmekammer abgetrennt. Aus der Wärmekammer kommen die Kohlenwasserstoffe als Gas zurück in die Anlage und die anorganischen Stoffe werden aus der Wärmekammer über ein Austragsystem abgetrennt.

## Abgrenzung zur Pyrolyse
Die katalytische drucklose Verölung ist von der Pyrolyse wie folgt abzugrenzen: Im pyrolytischen Prozess kommt es bei Temperaturen von 450 bis 1200 °C zu weitgehender Crackung der C-C Bindungen und durch Cyclisierungen zu Aromaten unter anteiliger Bildung von polyzyklischen aromatischen Kohlenwasserstoffen (PAK) mit toxischen Eigenschaften. Bei der thermokatalytischen Umsetzung von z. B. organischer Masse destillieren aliphatische Kohlenwasserstoffe (Rohöle) bei Siedetemperatur aus dem Katalysereaktor. Zurück bleiben Aktivkohle und mineralische Salze.

## Entwicklung des Verfahrens
Grundlegende Forschungen zur chemischen Reaktion des Verfahrens wurden in den 1980er Jahren von Ernst Bayer an der Universität Tübingen geleistet und erstmals 1981 weltweit patentiert. Mittlerweile gehört das von Bayer als NTK (Niederdruck-Thermo-Konvertierung) bezeichnete Verfahren und die eingesetzten Katalysatoren zum Stand der Technik.